# Salduero
Salduero és un municipi de la província de Sòria, a la comunitat autònoma de Castella i Lleó, Espanya. Pertany a la comarca de Pinares.

## Cinema
L'any 2025, la cineasta argentina Lorena Muñoz va estrenar el documental Suerte de pinos, rodat a Salduero. El film reconstrueix el doble feminicidi de la seva besàvia Antonia i la seva filla Aurora, ocorregut el 1954 a la plaça del poble. La pel·lícula, que combina memòria històrica i investigació personal, mostra tradicions locals com la Pingada del Pino Mayo i paisatges emblemàtics com la Laguna Negra. Es va estrenar al Festival de Màlaga i posteriorment es va presentar al BAFICI de Buenos Aires.